# Dominique François Arago
Dominique François Arago (Estagel, 26. veljače 1786. – Pariz, 2. listopada 1853.), francuski fizičar, astronom i političar. Profesor na Politehničkoj školi, voditelj pariškoga opservatorija, sudjelovao u mjerenju pariškoga meridijanskog luka. Izmjerio indeks loma zraka i drugih plinova, proučavao polarizaciju svjetlosti. U astronomiji se bavio proučavanjem dinamike planeta (nebeska mehanika), otkrio Sunčevu kromosferu. Njegov pokus iz elektromagnetizma (1825.) pokazuje utjecaj vrtložnih struja (Foucaultove struje) na površini metala na magnetnu iglu. U pokusu se vodoravna bakrena ploča vrti oko okomite osi iznad koje je vodoravno smještena magnetna igla. Igla prati vrtnju ploče u istome smjeru. Kako tada još nisu bili poznati zakoni elektromagnetske indukcije, Arago je pojavu tumačio magnetizmom izazvanim vrtnjom (takozvani rotacijski magnetizam). Pravo je objašnjenje da magnetsko polje igle inducira električnu struju na ploči (kojoj je smjer određen Lenzovim pravilom), električni naboji u gibanju stvaraju magnetsko polje koje djeluje na iglu povlačeći je za sobom. Aragoov optički pokus ogiba svjetlosti na kuglici, kojim je u središtu sjene kuglice dobio svijetlu mrlju, što se prema proračunu S. D. Poissona naziva Poissonovom svijetlom mrljom, potvrdio je valnu narav svjetlosti.
Skupštinski zastupnik ljevice od 1830 do 1848. Član provizorne vlade (ministar rada i mornarice) nakon Veljačke revolucije 1848., koja je ukinula ropstvo u francuskim kolonijama. Po njem su nazvani krateri na Mjesecu i Marsu i prsten oko Neptuna (Arago).

## Elektromagnetska indukcija
Elektromagnetska indukcija je pojava da se u zavoju vodljive žice stvara (inducira) električni napon (elektromotorna sila) ako se mijenja magnetski tok što ga zavoj obuhvaća. Ako promjenljivi magnetski tok umjesto kroz jedan zavoj prolazi kroz zavojnicu s N zavoja, bit će ukupni inducirani napon zavojnice N puta veći, jer se naponi svih zavoja zbrajaju. Zbog tih napona teći će i električna struja ako se zavoju ili zavojnici zatvori strujni krug. Pokuse o elektromagnetskoj indukciji prvi je objavio M. Faraday i pokazao kako se promjenom magnetskoga toka može dobiti inducirani napon. Prva je mogućnost da se zavoj pomiče u magnetskom polju ili da se uza zavoj koji miruje pomiče magnet, pri čemu se promjena magnetskoga toka može slikovito shvatiti kao presijecanje magnetskih silnica električnim vodičem zavoja. Tako dobiveni inducirani napon označuje se kao napon pomicanja. No i bez ikakva relativnog pomicanja može se u zavoju ili zavojnici dobiti inducirani napon ako je promjenljivo magnetsko polje proizvedeno promjenljivom strujom. Za to je potrebna takozvana primarna zavojnica, u kojoj teče promjenljiva struja (na primjer izmjenična električna struja), i uz nju, sekundarna zavojnica, u kojem će promjenljivo magnetsko polje inducirati napon. Zbog međusobnoga magnetskoga djelovanja primarne zavojnice na sekundarnu, ta se pojava naziva međusobnom indukcijom. No, kako je i zavojnica koja proizvodi promjenljivi magnetski tok obuhvaćena silnicama vlastitoga toka, njoj će biti induciran napon samoindukcije.
U tehnici se na elektromagnetskoj indukciji zasniva rad transformatora i generatora električne struje. Elektromagnetska indukcija se u većini slučajeva može objasniti djelovanjem Lorentzove sile na nositelje električnog naboja. Pri tome djeluje električno polje nastalo promjenom gustoće magnetskog toka po vremenu neovisno o gibanju, dok magnetsko polje kojemu je gustoća magnetskog toka vremenski nepromjenjljiva djeluje samo kada postoji komponenta brzine gibanja nositelja naboja okomita na smjer magnetskog polja.

## Polarizacija svjetlosti
Polarizacija svjetlosti je pojava nesimetričnog titranja električnoga i magnetskoga polja koje šireći se čini svjetlost. Nastaje međudjelovanjem svjetlosti i tvari: refleksijom, dvolomom ili raspršenjem. Svjetlost je linearno polarizirana ako električno polje stalno titra u istoj ravnini, kružno polarizirana ako se ravnina titranja električnoga polja jednoliko vrti (u smjeru kazaljke na satu ili u suprotnom smjeru), djelomično polarizirana ako titranje električnoga polja nije jednakih amplituda u svim ravninama, te nepolarizirana ako električno polje jednako titra u svim ravninama okomitim na smjer širenja svjetlosti.

## Foucaultove ili vrtložne struje
Foucaultove struje su električne struje velike jakosti, koje nastaju u unutrašnjosti metalnih vodiča podvrgnutih djelovanju promjenljivoga magnetskoga polja. Zbog toga što teku u zatvorenim krivuljama nalik vrtlozima, nazivaju se i vrtložne struje. U električnim strojevima (električni generator, transformator) one su nepoželjne jer zagrijavaju metalnu armaturu, što je dvostruko štetno: izazivaju gubitak energije i povišenje radne temperature stroja. Kako bi se Foucaultove struje smanjile ili oslabile, metalni se dijelovi električnih strojeva izrađuju od tankih lamela ili limova (0,3 do 5,5 mm debljine) međusobno razdvojenih izolatorom (slojem laka ili tankoga papira). Foucaultove struje mogu se i korisno upotrijebiti (kod indukcijskih peći, elektrodinamičkih prigušivača, elektromagnetskih kočnica na vozilima i drugo).

## Sunčeva kromosfera
Kromosfera je sloj Sunčeve atmosfere, iznad fotosfere i visok je oko 2 000 kilometara. Gustoća se dosta mijenja po visini, od 2 ∙ 10-4 kg/m3 u blizini fotosfere do 1 ∙ 10-11 kg/m3 u blizini prijelaznog područja s koronom. Iz još nepoznatog razloga, temperatura kromosfere je veća od fotosfere, koja je bliza središtu Sunca. Dok se temperature fotosfere kreću između 4 000 i 6 400 K, temperature kromosfere se kreću od 4 500 do 20 000 K. Iznad kromosfere se diže prijelazno područje, gdje se temperature naglo dižu do korone, od nekih 20 000 K do skoro 1 000 000 K. Iznad kromosfere se izdižu spikule kojima se zvjezdana tvar prenosi u koronu.